# Северо-Восточный дивизион (НХЛ)
Северо-Восточный дивизион Национальной хоккейной лиги был сформирован в 1993 году в результате перераспределения лиги как часть Восточной конференции. Его предшественником был Дивизион Адамса. Существовал в течение 19 сезонов (не считая локаута в сезоне 2004/2005) до перераспределения лиги в 2013 году.
Хоть и никто из членов дивизиона не выигрывал Кубок Стэнли после перераспределения до победы «Бостон Брюинз» в 2011 году, все вместе они выигрывали Кубок Стэнли 43 раза (24 — «Монреаль», 13 — «Торонто» и 6 — «Бостон»), что являлось рекордом среди дивизионов НХЛ до 2013 года. В 2012 году «Бостон Брюинз» стали первой командой, ставшей победителем дивизиона два раза подряд.

## Состав дивизиона

### 1993—1995
- «Бостон Брюинз»
- «Баффало Сейбрз»
- «Квебек Нордикс»
- «Монреаль Канадиенс»
- «Оттава Сенаторз»
- «Питтсбург Пингвинз»
- «Хартфорд Уэйлерс»

#### Изменения после сезона 1992/1993
- Сформирован Северо-Восточный дивизион в результате перераспределения НХЛ
- «Бостон Брюинз», «Баффало Сейбрз», «Квебек Нордикс», «Хартфорд Уэйлерс», «Монреаль Канадиенс» и «Оттава Сенаторз» перешли из Дивизиона Адамса
- «Питтсбург Пингвинз» перешли из Дивизиона Патрика

### 1995—1997
- «Бостон Брюинз»
- «Баффало Сейбрз»
- «Монреаль Канадиенс»
- «Оттава Сенаторз»
- «Питтсбург Пингвинз»
- «Хартфорд Уэйлерс»

#### Изменения после сезона 1994/1995
- «Квебек Нордикс» перешли в Тихоокеанский дивизион, сменив название на «Колорадо Эвеланш»

### 1997—1998
- «Бостон Брюинз»
- «Баффало Сейбрз»
- «Каролина Харрикейнз»
- «Монреаль Канадиенс»
- «Оттава Сенаторз»
- «Питтсбург Пингвинз»

#### Изменения после сезона 1996/1997
- «Хартфорд Уэйлерс» переехали в Гринсборо, Северная Каролина, сменив название на «Каролина Харрикейнз»

### 1998—2013
- «Бостон Брюинз»
- «Баффало Сейбрз»
- «Монреаль Канадиенс»
- «Оттава Сенаторз»
- «Торонто Мейпл Лифс»

#### Изменения после сезона 1997/1998
- «Каролина Харрикейнз» перешли в новообразованный Юго-Восточный дивизион
- «Питтсбург Пингвинз» перешли в Тихоокеанский дивизион
- «Торонто Мейпл Лифс» перешли из Центрального дивизиона

### Переформирование в 2013 году
Северо-Восточный дивизион прекратил своё существование после того как лига была переформирована в две конференции по два дивизиона в каждой. Все пять команд перешли в Атлантический дивизион.

## Победители дивизиона
- 1994 — «Питтсбург Пингвинз»
- 1995 — «Квебек Нордикс»
- 1996 — «Питтсбург Пингвинз»
- 1997 — «Баффало Сейбрз»
- 1998 — «Питтсбург Пингвинз»
- 1999 — «Оттава Сенаторз»
- 2000 — «Торонто Мейпл Лифс»
- 2001 — «Оттава Сенаторз»
- 2002 — «Бостон Брюинз»
- 2003 — «Оттава Сенаторз»
- 2004 — «Бостон Брюинз»
- 2005 — сезон не проводился
- 2006 — «Оттава Сенаторз»
- 2007 — «Оттава Сенаторз»
- 2008 — «Монреаль Канадиенс»
- 2009 — «Бостон Брюинз»
- 2010 — «Баффало Сейбрз»
- 2011 — «Бостон Брюинз»
- 2012 — «Бостон Брюинз»
- 2013 — «Монреаль Канадиенс»

### Результаты по сезонам
| Сезон     | 1-е                               | 2-е                               | 3-е                               | 4-е                               | 5-е                               | 6-е                               | 7-е                               |
| --------- | --------------------------------- | --------------------------------- | --------------------------------- | --------------------------------- | --------------------------------- | --------------------------------- | --------------------------------- |
| 1993/1994 | Питтсбург (101)                   | Бостон (97)                       | Монреаль (96)                     | Баффало (95)                      | Квебек (76)                       | Хартфорд (63)                     | Оттава (37)                       |
| 1994/1995 | Квебек (65)                       | Питтсбург (61)                    | Бостон (57)                       | Баффало (51)                      | Хартфорд (43)                     | Монреаль (43)                     | Оттава (23)                       |
| 1995/1996 | Питтсбург (102)                   | Бостон (91)                       | Монреаль (90)                     | Хартфорд (77)                     | Баффало (72)                      | Оттава (41)                       |                                   |
| 1996/1997 | Баффало (92)                      | Питтсбург (84)                    | Оттава (77)                       | Монреаль (77)                     | Хартфорд (75)                     | Бостон (61)                       |                                   |
| 1997/1998 | Питтсбург (98)                    | Бостон (91)                       | Баффало (89)                      | Монреаль (87)                     | Оттава (83)                       | Каролина (74)                     |                                   |
| 1998/1999 | Оттава (103)                      | Торонто (97)                      | Бостон (91)                       | Баффало (91)                      | Монреаль (75)                     |                                   |                                   |
| 1999/2000 | Торонто (100)                     | Оттава (95)                       | Баффало (85)                      | Монреаль (83)                     | Бостон (73)                       |                                   |                                   |
| 2000/2001 | Оттава (109)                      | Баффало (98)                      | Торонто (90)                      | Бостон (88)                       | Монреаль (70)                     |                                   |                                   |
| 2001/2002 | Бостон (101)                      | Торонто (100)                     | Оттава (94)                       | Монреаль (87)                     | Баффало (82)                      |                                   |                                   |
| 2002/2003 | Оттава (113)                      | Торонто (98)                      | Бостон (87)                       | Монреаль (77)                     | Баффало (72)                      |                                   |                                   |
| 2003/2004 | Бостон (104)                      | Торонто (103)                     | Оттава (102)                      | Монреаль (93)                     | Баффало (85)                      |                                   |                                   |
| 2004/2005 | Сезон не проводился из-за локаута | Сезон не проводился из-за локаута | Сезон не проводился из-за локаута | Сезон не проводился из-за локаута | Сезон не проводился из-за локаута | Сезон не проводился из-за локаута | Сезон не проводился из-за локаута |
| 2005/2006 | Оттава (113)                      | Баффало (110)                     | Монреаль (93)                     | Торонто (90)                      | Бостон (74)                       |                                   |                                   |
| 2006/2007 | Баффало (113)                     | Оттава (105)                      | Торонто (91)                      | Монреаль (90)                     | Бостон (76)                       |                                   |                                   |
| 2007/2008 | Монреаль (104)                    | Оттава (94)                       | Бостон (94)                       | Баффало (90)                      | Торонто (83)                      |                                   |                                   |
| 2008/2009 | Бостон (116)                      | Монреаль (93)                     | Баффало (91)                      | Оттава (83)                       | Торонто (81)                      |                                   |                                   |
| 2009/2010 | Баффало (100)                     | Оттава (94)                       | Бостон (91)                       | Монреаль (88)                     | Торонто (74)                      |                                   |                                   |
| 2010/2011 | Бостон (103)                      | Монреаль (96)                     | Баффало (96)                      | Торонто (85)                      | Оттава (74)                       |                                   |                                   |
| 2011/2012 | Бостон (102)                      | Оттава (92)                       | Баффало (89)                      | Торонто (80)                      | Монреаль (78)                     |                                   |                                   |
| 2012/2013 | Монреаль (63)                     | Бостон (62)                       | Торонто (57)                      | Оттава (56)                       | Баффало (48)                      |                                   |                                   |

- Зелёным цветом выделены команды, квалифицировавшиеся в плей-офф

## Обладатели Кубка Стэнли
- 2011 — «Бостон Брюинз»

## Обладатели Кубка Президента
- 2003 — «Оттава Сенаторз»
- 2007 — «Баффало Сейбрз»

## Победы в дивизионе по командам
| Команда               | Число побед | Последняя победа |
| --------------------- | ----------- | ---------------- |
| «Бостон Брюинз»       | 5           | 2012             |
| «Оттава Сенаторз»     | 4           | 2006             |
| «Питтсбург Пингвинз»  | 3           | 1998             |
| «Баффало Сейбрз»      | 3           | 2010             |
| «Монреаль Канадиенс»  | 2           | 2013             |
| «Квебек Нордикс»      | 1           | 1995             |
| «Торонто Мейпл Лифс»  | 1           | 2000             |
| «Хартфорд Уэйлерз»    | 0           | —                |
| «Каролина Харрикейнз» | 0           | —                |